# Räckeskog
Räckeskog este o arie protejată (arie specială de conservare — SAC, sit de importanță comunitară — SCI) din Suedia întinsă pe o suprafață de 34,7 ha, integral pe uscat.

## Localizare
Centrul sitului Räckeskog este situat la coordonatele 58°07′21″N 15°47′55″E / 58.1224°N 15.7985°E.

## Înființare
Situl Räckeskog a fost declarat sit de importanță comunitară în ianuarie 1997 pentru a proteja 2 specii de animale. Situl a fost protejat și ca arie specială de conservare în martie 2011.

## Biodiversitate
Situată în ecoregiunea boreală, aria protejată conține 3 habitate naturale: Pășuni din zone de pădure fino-scandinave, Taiga vestică, Păduri caducifoliate bătrâne naturale hemiboreale fino-scandinave (Quercus, Tilia, Acer, Fraxinus sau Ulmus) bogate în specii epifite.
La baza desemnării sitului se află mai multe specii protejate de  nevertebrate (2): Anthrenochernes stellae, Osmoderma eremita.